# Coupe des nations du Pacifique 2022
Navigation
Coupe 2019 Coupe 2024
La Coupe des nations du Pacifique 2022 (en anglais : Pacific Nations Cup 2022) est la quinzième édition de la compétition. C'est la première édition depuis 2019, du fait de la crise du Covid 19. Elle regroupe les équipes des Fidji, des Tonga, des Samoa, ainsi que de l'équipe réserve de l'Australie, qui fait son retour dans la compétition. En revanche, le Japon, les États-Unis et le Canada, présents dans l'édition 2019 sont absents. La compétition se déroule du 2 au 16 juillet 2022 aux Fidji selon un format toutes rondes.
L'équipe des Samoa remporte la compétition avec trois victoires.

## Classement
| Rang | Pays             | J | V | N | D | Bo | Bd | Pm | Pe  | Diff | Pts |
| ---- | ---------------- | - | - | - | - | -- | -- | -- | --- | ---- | --- |
| 1    | Samoa            | 3 | 3 | 0 | 0 | 2  | 0  | 88 | 64  | +24  | 14  |
| 2    | Australie A (en) | 3 | 2 | 0 | 1 | 3  | 1  | 97 | 71  | +26  | 12  |
| 3    | Fidji            | 3 | 1 | 0 | 2 | 1  | 1  | 74 | 55  | +19  | 6   |
| 4    | Tonga            | 3 | 0 | 0 | 3 | 0  | 0  | 40 | 109 | -69  | 0   |

|  | Vainqueur |

## Détail des matchs

### 1rejournée
| 2 juillet 2022 | Australie A (en) (bo) (bd) | 26 - 31 | Samoa (bo) | HFC Bank Stadium, Suva Arbitre : Jaco Peyper |
| 2 juillet 2022 |                            |         |            | HFC Bank Stadium, Suva Arbitre : Jaco Peyper |
| 2 juillet 2022 |                            |         |            | HFC Bank Stadium, Suva Arbitre : Jaco Peyper |

| 2 juillet 2022 | Fidji (bo) | 36 - 0 | Tonga | HFC Bank Stadium, Suva Arbitre : Ben O'Keeffe |
| 2 juillet 2022 |            |        |       | HFC Bank Stadium, Suva Arbitre : Ben O'Keeffe |
| 2 juillet 2022 |            |        |       | HFC Bank Stadium, Suva Arbitre : Ben O'Keeffe |

### 2ejournée
| 9 juillet 2022 | Samoa (bo) | 34 - 18 | Tonga | Churchill Park, Lautoka Arbitre : Graham Cooper (en) |
| 9 juillet 2022 |            |         |       | Churchill Park, Lautoka Arbitre : Graham Cooper (en) |
| 9 juillet 2022 |            |         |       | Churchill Park, Lautoka Arbitre : Graham Cooper (en) |

| 9 juillet 2022 | Fidji | 18 - 32 | Australie A (en) (bo) | Churchill Park, Lautoka Arbitre : Wayne Barnes |
| 9 juillet 2022 |       |         |                       | Churchill Park, Lautoka Arbitre : Wayne Barnes |
| 9 juillet 2022 |       |         |                       | Churchill Park, Lautoka Arbitre : Wayne Barnes |

### 3ejournée
| 16 juillet 2022 | Tonga | 22 - 39 | Australie A (en) (bo) | Churchill Park, Lautoka Arbitre : Brendon Pickerill (en) |
| 16 juillet 2022 |       |         |                       | Churchill Park, Lautoka Arbitre : Brendon Pickerill (en) |
| 16 juillet 2022 |       |         |                       | Churchill Park, Lautoka Arbitre : Brendon Pickerill (en) |

| 16 juillet 2022 | Fidji (bd) | 20 - 23 | Samoa | Churchill Park, Lautoka Arbitre : Jordan Way (en) |
| 16 juillet 2022 |            |         |       | Churchill Park, Lautoka Arbitre : Jordan Way (en) |
| 16 juillet 2022 |            |         |       | Churchill Park, Lautoka Arbitre : Jordan Way (en) |